# Hier komt de storm
Hier komt de storm is een single van Frank Boeijen Groep uit 1988. Het is afkomstig van hun album Welkom In Utopia.
Hier komt de storm is ook de titel van een dubbel-cd uit 1990 met live nummers.

## Hitnotering
In 2018 kwam het nummer voor het eerst in de Top 2000 voor. Het stond vijf weken in de Nederlandse Tipparade.

### NederlandseNationale Hitparade Top 100[6]
| Positie: | 99 | 77 | 64 | 53 | 44 | 45 | 61 | 69 | 87 | uit |

### NPO Radio 2 Top 2000
| Nummer met noteringen in de NPO Radio 2 Top 2000 | '18  | '19  | '20  | '21  | '22  | '23  | '24  |
| ------------------------------------------------ | ---- | ---- | ---- | ---- | ---- | ---- | ---- |
| Hier komt de storm                               | 1801 | 1735 | 1480 | 1532 | 1463 | 1564 | 1415 |

1. ↑  Een vetgedrukt getal geeft de hoogste notering aan.
2. ↑  2018 was het eerste jaar met een notering voor dit nummer.